# Fulminometro

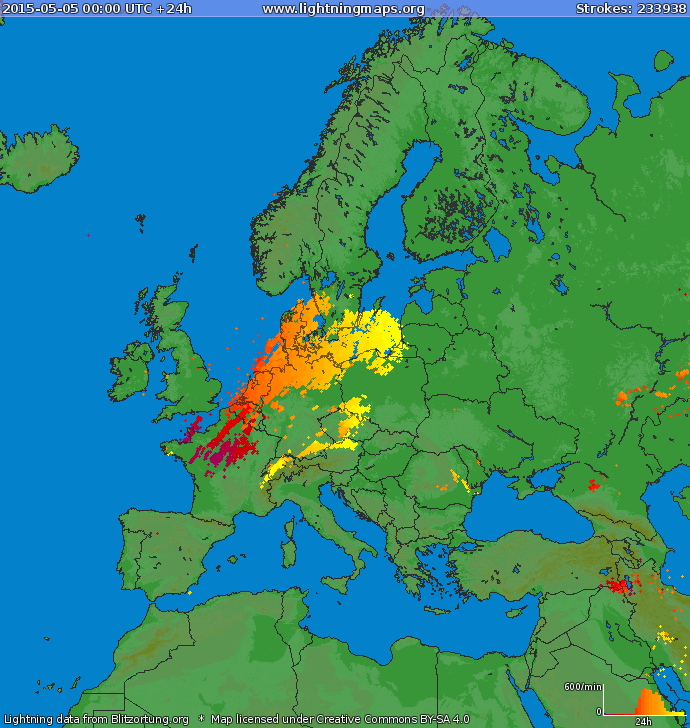
Mappa dei fulmini in Europa elaborata tramite dati rilevati da fulminometri

Il fulminometro è uno strumento meteorologico in grado di rilevare il campo elettromagnetico prodotto dalla corrente dei fulmini entro un certo raggio d'azione. È principalmente utilizzato nel nowcasting; elaborando i suoi dati e sovrapponendoli a quelli di un radar è possibile seguire l'evoluzione di un sistema temporalesco e valutarne l'intensità e propagazione.

## Funzionamento
Esistono due tipi principali di fulminometri:
- I sistemi ad antenna che impiegano diversi ricevitori sintonizzati sulla frequenza elettromagnetica tipica dei fulmini pari a 110-118 MHz (VHF o Very High Frequency). Tramite la triangolazione dei risultati ottenuti da più antenne poste in diverse stazioni meteorologiche è possibile stimare la direzione e distanza del fulmine.
- I sistemi satellitari, che invece semplicemente visualizzano le scariche elettriche dallo spazio. Questi in genere sono più precisi ma soffrono della limitazione che i loro dati vengono elaborati con qualche minuto di ritardo e dunque sono meno utili per l'uso immediato necessario in alcune applicazioni come nell'aeronautica.

Esistono inoltre sistemi portatili che sono in grado di avvertire l'utente dell'avvicinamento di un temporale, e trovano applicazione in diverse attività all'aperto o sportive, come nel golf dove i fulmini possono essere particolarmente pericolosi per i giocatori.
Le reti di fulminometri sono utilizzate da servizi meteorologici come il National Weather Service negli Stati Uniti, il Meteorological Service del Canada, la European Cooperation for Lightning Detection (EUCLID), l'Institute for Ubiquitous Meteorology (Ubimet) e da altre organizzazioni come le aziende elettriche e i servizi di prevenzione degli incendi boschivi.